# Apple A8
L'Apple A8 è un system-on-a-chip 64-bit progettato da Apple. È stato introdotto per la prima volta su iPhone 6 e iPhone 6 Plus, che sono stati presentati il 9 settembre 2014. Apple afferma che la CPU è il 25% più performante, mentre la GPU arriva al 50% di performance in più rispetto al suo predecessore A7.

## Design
L'A8 è fabbricato con un processo 20 nm da TSMC per la prima volta, poiché i precedenti processori furono prodotti da Samsung. Esso contiene 2 miliardi di transistor. Nonostante il doppio della quantità di transistor rispetto all'A7, la sua dimensione fisica è stata ridotta del 13% a 89 mm². Il chip offre 1 GB di memoria RAM LPDDR3-1333.
Utilizzando l'applicazione Geekbench, si intuisce che il processore è dual core, e ha una frequenza di 1,4 GHz. Secondo Apple, arriva a essere il 25% più veloce rispetto all'A7.

## Apple M8
Come il precedente M7, il chip M8 è il co-processore integrato nel SoC per il rilevamento dei movimenti che gestisce i dati dell'accelerometro, del giroscopio e della bussola e consentire il miglioramento delle app specifiche per il fitness. La presenza di questo chip permette di alleggerire il carico del processore primario e di rendere i rilevamenti molto più precisi preservando il livello di carica della batteria.

## Apple A8X
Il processore Apple A8X è un'evoluzione del processore A8. Il processore A8X è stato presentato il 16 ottobre 2014 insieme con l'iPad Air 2, unico iDevice su cui è montato. Questo processore rappresenta una svolta per Apple, infatti è tri-core invece che dual-core, e inoltre monta 2 GB di RAM invece di 1. Anch'esso è accompagnato dall'M8.

## Dispositivi predisposti
- Apple A8
  - 2014 (settembre): iPhone 6
  - 2014 (settembre): iPhone 6 Plus
  - 2015 (luglio): iPod touch 6 (6ª gen.)
  - 2015 (settembre): iPad Mini 4 (4ª gen.)
  - 2015 (settembre): Apple TV 4 (4ª gen.)
  - 2017 (giugno): HomePod
- Apple A8X
  - 2014 (ottobre): iPad Air 2 (2ª gen.)